# Ventajol
Ventatjol es una entidad de población española del municipio de Sant Miquel de Campmajor, perteneciente a la provincia de Gerona, en la comunidad autónoma de Cataluña.

## Historia
Hacia mediados del siglo XIX, el lugar, perteneciente ya por entonces a San Miguel de Campmajor, tenía contabilizada una población de 36 habitantes. Aparece descrito en el decimoquinto volumen del Diccionario geográfico-estadístico-histórico de España y sus posesiones de Ultramar de Pascual Madoz de la siguiente manera:

VENTAJOL: l. en la prov. y dióc. de Gerona, part. jud. de Olot, aud. terr., c. g. de Barcelona, ayunt. de San Miguel de Campmajor. sit. á la margen der. del r. Fluvia, con buena ventilacion, y clima templado y sano. Tiene 30 casas, y una igl. parr. (San Felix), aneja de la de San Andrés de Torn, servida por un vicario. El térm. confina con la Miana, Mieras, Briof y Argelaguer. El terreno participa de monte y llano, es de mediana; le cruza el mencionado r. y varios caminos locales, de herradura. prod.: granos, legumbres y patatas; cria ganado y caza de diferentes especies. pobl.: 7 vec., 36 alm. cap. prod.: 265,600 rs. imp.: 6,640.
Madoz, 1849, p. 662)

En 2022, la entidad singular de población tenía empadronados 7 habitantes.